# 894 Erda
894 Erda
894 Erda là một tiểu hành tinh ở vành đai chính. Nó được Max Wolf phát hiện ngày 4.6.1918 ở Heidelberg, và được đặt theo tên nữ thần Erda trong thần thoại Bắc Âu.